# Iso Ahvenjärvi (sjö i Enare, Lappland, Finland, vid Menesjärvi)
Iso Ahvenjärvi eller Ahvenjärvi är en sjö i Finland. Den ligger i kommunen Enare i landskapet Lappland, i den norra delen av landet, 900 km norr om huvudstaden Helsingfors. Iso Ahvenjärvi ligger 210,1 meter över havet. Arean är 71,5 hektar och strandlinjen är 4,77 kilometer lång. Sjön  ingår i Pasvik älvs huvudavrinningsområde. 